# Мандаянизъм
Мандейство (арабски مندائية, от арам. манда 'знание') е близкоизточна гностическа монотеистична религия със силно подчертани дуалистични вярвания, която днес има около 60 000 последователи, главно по границата между Ирак и Иран. Мандейците почитат Адам, Авел, Сит, Енох, Ной, Шем, Арам и особено Йоан Кръстител. Те описват Аврам, Моисей, Исус и Мохамед като лъжепророци. Мандейците смятат Йоан Кръстител за най-благородния посланик на Бога.

## Последователи
Мандейската секта е единственият представител на древния гностицизъм днес. Тя обхваща около 65 000 последователи, които живеят главно по долините на реките Тигър и Ефрат в Ирак и на река Карух в областта Хузистан на югозападен Иран. В последно време мнозина мандеи се разселват по целия свят (особено след войната в Ирак, много от тях, над 80% от живущите в Ирак, стават бежанци в Сирия и Йордания, и едва 5000 до 7000 днес живеят на иракска територия), част от тях се намират в Австралия, там наброяват 2000 души, от които трима свещеника, разполагащи със свой изследователски център в Нортбридж, основан през 1994 г. и имащ собствен сайт в интернет. В Швеция живеят 5000 мандеи, САЩ – 1500, а в Холандия – 2000. След американското нахлуване в Ирак през 2003 г. шиитските имами издават фетва, с която мандейската религия е окачествена като „скверна“, с тази фетва фактически се узаконяват преследванията срещу мандеите.
Мандеите наричат себе си саба (sabba), което означава ‘кръстители’. Мюсюлманите ги отъждествяват със звездобройците сабейци (subba), които са споменати в Корана като Ал ул-китаб („ahl ul-kitab“) или народ на Писанието. Друго древно име на мандеите е „избраници на праведността“ и „назорейци“ (našaruta). Последното име идва от глагола našar 'пазя тайна' и се отнася главно към свещениците, които съхраняват писменото свещено предание. „Мандеи“ е по-ново име, което произхожда от съществителното manda 'знание, гносис', оттук също и mandaia 'имащ знание, гностик'. В действителност античните гностици не се назовават с това име. Според Драуър името е извлечено от това на положителния принцип, наречен Манда-д-Хия (Manda-d-Hiia) или Велик живот.

## История
Информацията за историята на мандейската религия, която е налична, е твърде оскъдна. Първият европеец, който се среща с тях, вероятно е ученият доминиканец от Тоскана Риколдо ди Монтекроче (Риколдо Пенини). Той пътува из Месопотамия ок. 1290 г. и ги описва като „много странен и особен народ“. Според него мандеите пазят таен закон, мразят Авраам заради обрязването, почитат най-вече Йоан Кръстител и „се мият денем и нощем, за да не бъдат осъдени от Бога“. Четири века по-късно на сектата се натъква португалският кармелитски монах Игнатий. Той вижда в тяхно лице потомци на „учениците на Йоан Кръстител“ или „Йоанови християни“ – отъждествяване, с което самите мандейци се гордеят. В други мандейски извори се срещат единични алюзии за преследването на сектантите в Йерусалим от евреите, при което градът е наказан с разрушение. Вероятно става въпрос за трагедията, сполетяла светия Град през 70 г. сл. Хр. В „Харан Гаваита“ („Вътрешен Харан“ – текст, известен още като „Диван на великото откровение“) преданието за Йоан Кръстител като мандейски пророк и „пратеник на царя на светлината“ е втъкано в тези събития, но той се изобразява като противник на Христос. Не се твърди, че е основател на сектата, а само неин велик „ученик“ или „свещеник“. Има предположения, че мандеите действително продължават традиции на учениците на Йоан Кръстител. Във всеки случай няма съмнение, че съществува пряка зависимост между мандейската кръщелна церемония и „кръстителните“ юдеохристиянски секти в Трансйордания от I в. сл. Хр. Тя се потвърждава и от преданията за юдейски гонения срещу сектантите през същия век. Многобройни елементи в речника и преданията на мандеите потвърждават юдейския произход на сектантите въпреки тяхната антиюдаистка полемика – еврейският Бог (Адонай) се схваща като лъжлив бог, а Мойсей като пророк на злия дух Руха. Те са противници и на близките до тях манихеи и зороастрийци.
Поради гонения мандеите се преселват в района на днешния Ирак в края на I или началото на II в. и попадат под гностическо и зороастрийско влияние. Един от ранните изследователи на мандейството – Рихард Райценщайн – има особен принос за установяването на зороастрийския пласт в неговото учение. Напоследък Едмондо Лупиери изказа мнението, че мандеите не са преселници в Месопотамия, а са автохтонно население. Въз основа на концовките в ръкописите той смята, че най-древната известна личност на мандейството е Зазай д-Гауазта, който съставил свещен текст и основал тази религия. Но Йорун Бъкли датира най-ранните концовки към 200 г. сл. Хр., т.е. няколко поколения преди Зазай. Руският учен Л. А. Лелеков предполага, че в маршрута си от Палестина прадедите на мандеите се озовават северно от Антиохия и се повлияват от учението на Менандър, ученик на Симон Влъхва, от когото заимстват сотериологическото кръщение.
„Харан Гаваита“ известява за бягството на голяма група „назореи“ при управлението на партийския цар Ардбан (Артаван) от Юдея до територията на „вътрешния Харан“ или „медийските хълмове“. Става въпрос за Североизточна Персия при династията на Арсадиките през I-II в. сл. Хр. Същият документ говори и за основаване на община в Багдад (Месопотамия) и назначаване на мандейски управители на тази област. Сасанидската династия прекратява разселванията на сектантите. Гоненията срещу чуждите религии в Персия при Шапур I (241 – 272 г.) засягат и мандеите. През III в. последователите на Мани и мандеите взаимно си влияят, но и водят полемика помежду си, за което се узнава от деветата книга на Лявата Гинза. В „Кефалайа“ на Мани, гл. 12, се споменава „първи живот“ и „втори живот“, което несъмнено свидетелства за запознатост с мандейското учение. След като в иракските земи се установява ислямът (636 г.), мандейството успява да получи на теория статут на толерирана „религия на книгата“, но преследванията срещу това малцинство продължават. В колофоните (концовките) на мандейските ръкописи се отправят люти клетви срещу Христос „Ромея“ (Византиеца) и демона Бизбат (псевдоним на Мохамед). Заклеймяването на Христос се дължи на възгледа, че той е лъжемесия и че е изневерил на своя учител Йоан Кръстител.
С течение на времето сектантите се оттеглят в блатата на Южен Ирак и едва след Втората световна война започват да се преселват в покрайнините на големите градове. Те се занимават със златарство, ковачество и строителство на лодки. Днес тази религия, както и редица други, се намира в криза, която не е само идейна (древните митове трудно се съчетават с постиженията на съвременната наука), но и възрастова. Младежите не знаят стария богослужебен език и писмо, и не проявяват голям интерес към попълване на свещеническата каста.

### Великата книга
Богатата мандейска литература е написана на древен семитски (източноарамейски) диалект и със специално писмо, създадено вероятно през II в. от неизвестен гений. Най-важният мандейски труд се нарича „Съкровище“ (Ginza) или „Велика книга“ (Sidra rabba), съставен от две части – „Дясна Гинза“ и „Лява Гинза“. Първата се състои от 18 митологично-богословски нравствени и повествователни трактати, а втората – предимно от химни на службата за покойниците. Editio princeps на Гинза е осъществено от шведския ориенталист Матиас Норбери през 1815 – 1816 г.

### Книгата на Йоан
Друг сборник е „Книгата на Йоан“ или „Книгата на царете“ (т.е. ангелите), която допълва Гинза. Той е съставен от беседи, които мандейството приписва на Йоан Кръстител.

### Възхвала или Мандейски литургии
Много ценен е и сборник с литургически молитви, песнопения и декламации, използвани при разните обреди като кръщението, службата за покойниците, освещаването на знамената, сватбите и пр. Оригиналното му заглавие е Qolasta (Възхвала), а в Европа е известен като „Мандейски литургии“ (по Лидзбарски) или „Каноничен молитвеник (по Драуър).

### Свитъци
Напоследък става известна цяла серия свитъци на сектата за ръкоположение на свещеници, наречено „коронясване“, освещаване на храм, новогодишния празник, венчаване, придружени от алегорични тълкувания на церемониите. Голяма част от тях още не са обнародвани. Някои от свитъците са предназначени за ползване само от клира като обемистите „1012 въпроса“, които въвеждат кандидатите за свещеници в мандейската премъдрост. Също заслужават научен интерес други илюстровани свитъци с название „Дивани“, публикувани само отчасти. Например „Диван Абатхур“ е описание на метафизичните митарства, през които трябва да мине душата след смъртта. Апокрифната представа за митарства след смъртта, която е разпространена в православния свят, без да е одобрена от вселенски или поместен събор, е заимствана от древен Египет с посредничеството на гностицизма.

### Книга на зодиакалните знаци
Мандеите притежават астрологическа „Книга на зодиакалните знаци“ (Sfar malwashi), въз основа на която свещениците съставят хороскопи и наименуват новородените.

### Магически текстове
Освен споменатата дотук литература, мандеите се гордеят с богато наследство от магически текстове и заклинания върху оловни плочки, глинени съдове, пергамент и хартия. Най-старите са датирани от IV в., но се предполага, че някои литургическо-поетични писания произхождат от III в. Те имат пряка връзка с древната гностическа традиция от Сирия, отразена в паметници като „Песните на Соломон“.

## Мандейското учение
Основните пунктове на мандейското учение са:

### Дуализъм
То се основава върху онтологичен дуализъм, близък до манихейския. Светът на тъмнината, разположен на юг, се противопоставя на света на светлината на север. Всеки от тях се управлява от повелител. Господарят на света на светлината има различни имена: „живот“ или „велик живот“, „господар на величието“ или „велик дух“, „цар на светлината“. Като ориенталски деспот той е заобиколен от безброй същества, назовавани „богатства“ (uthri) или „царе“ (melki). Те населяват безбройните светове на светлината и възхваляват „живота“. От него се пораждат чрез еманация втори, трети и четвърти „живот“, наречени съответно Джошамин (древен небесен бог), Абатур (пазител на везните) и Птахил (бог творец).

### Сътворение
Светът на тъмнината започва от хаоса („тъмната вода“), в който владее злият дух (Руха). Той сътворява „царя (господаря) на тъмнината“, описван като гигант, чудовище или дракон. Руха създава и цяло царство от демонични същества, които се наричат „нечестиви“, „чудовища“, „дракони“, „ангели“. Главните твари в тази дяволиада са „седемте“ (планетите) и „дванадесетте“ (знаците на зодиака). Силите на тъмнината създават земята в „тъмната вода“ въпреки съпротивата на „царя на светлината“. Пратеник на светлината, наречен „познание за живота“ (демиург), оковава „царя на тъмнината“, но сам е прокълнат да не се върне в царството на светлината до края на света.
Йорун Бъкли е на мнение, че духът Руха има противоречива същност. Като се позовава на термина „dmutu“ (върховно или идеално съответствие), тя смята, че в зависимост от ситуацията той върши не само зло, но и добро. Връх на творението е първият човек Адам, чието тяло е образувано от Птахил и неговите зли съратници, но душата му е част от царството на светлината. На земния Адам, Ева и техните потомци Хибил (Авел), Шитил (Сит) и Анош (Енох) съответстват небесни фигури със същите имена.

### Спасението на душата
Главната цел на мандейската религия е спасението на душите (nishimta) или духовете (mana). Вярва се, че небесният свят изпраща „посланици“ или „помощници“, които подкрепят хората в този процес. Най-важен от тях е споменатият демиург „познание за живота“, на чиято страна са Хибил, Шитил и Анош. Спасението на човечеството се корени в изкуплението на Адам. Мандейството не познава исторически изкупител, а само митологичн „месии“, които се явяват в различни стадии на мандейската световна история. Един от тях (Анош или познание за живота) се въплъщава в Йерусалим и разобличава Христос като лъжлив пророк.
Сърцевина на мандейската сотериология е избавлението на душата от тленното тяло и физическия свят. След смъртта тя напуска плътта и започва дълго и опасно пътешествие през седемте (или осемте) „места за задържане“ (планетарните сфери), които са свързани с царството на тъмнината. Тук се задържат и измъчват грешниците и немандеите, а самите мандеи преминават, за да бъдат претеглени на везните на Абатур. Ако доброто натежи, душите се обличат, увенчават и обединяват с небесните си двойници. Освен тази индивидуална есхатология, мандеите имат и обща. Според нея във „великия ден на края“ или „съда“ ще се вземе окончателно решение за душите в небесния ад. Неверниците и злите сили ще бъдат унищожени във „вечния огън“ или „морето на Суф“, а пречистените грешници ще се върнат в царството на съвършенството – плеромата.

### Предписания и възбрани
За разлика от традиционните гностически системи, чийто космичеки песимизъм обикновено диктува строг аскетизъм, мандейството не е нито ригорично, нито антиномично. Неговата нравственост предписва моногамия, раждане на деца, добротворство (особено даване на милостиня), спазване на пости, извършване на курбани и очистителни обреди като кръщения и умивания.
Сектантите са задължени да се въздържат от 17 смъртни гряха: богохулство, убийство и самоубийство, развод, прелюбодейство, кражба, лъжа и лъжесвидетелство, неподчинение на властите, магьосничество, обрязване, пиене на алкохол, празно любопитство, оплакване на мъртвите, обезобразяване на тялото (включително татуировка и пиърсинг) и др. Враждебното отношение на сектата към света се изразява най-вече в древните песнопения и е свързано с отхвърляне на богатството и музиката като „сатанински“. На практика обаче мандеите са доста заможни.
Редица запазени керамични гърнета, чиито стени са запълнени с текстове на заклинания на арамейски език, свидетелстват, че в миналото мандеите се занимават усилено с магия. Върху тези заклинания слагат отпечатък както древни вавилонски традиции, така и еврейски наслоения от Таргума (арамейския превод на Библията) въпреки афишираната неприязън на мандеите към юдейската вяра.

### Обреди
Те смятат, че спасение се постига не само чрез абстрактно познание, а и чрез култови действия, на първо място кръщението и службата за мъртвите. Централният обред е кръщението (masbuta), който се извършва в „жива“ (течаща) вода, наричана „Йордан“. Отношението към водата е амбивалентно – тя се схваща едновременно като битийна и духовна стихия, като лекуваща и произхождаща от злия Демиург. Предпочитано място за оградените храмове (mashkna) е до басейни, свързани с река. Кръщението се извършва в неделя, която е празник за мандеите и християните. Състои се от трикратно потопяване на човека, облечен в бяла одежда, трикратно белязване по челото с вода, трикратно изпиване на глътка вода, увенчаване с миртов венец и ръковъзлагане от свещеника. На брега челото на кръстения се помазва с елей, той „се причащава“ с хляб и вода, и се запечатва със заклинания срещу злите духове. Особеня святост се придава на ръкостискането между свещеника и неофита. Мандеите вярват, че кръщението очиства от грехове и съприкосновява със света на скветлината. Големите грехове изискват неколкократно извършване на кръщение. Мандеите заимстват тази особеност най-вероятно от някои юдеохристиянски секти като елкезаитите.
Другата главна церемония на сектата е службата за покойниците, наречена „възнасяне“ (masiqta). Тя се изпълнява при кончината на всеки вярващ и подкрепя „възнасянето“ на душата му в царството на светлината. Участниците в нея също се измиват с речна вода, помазват се с елей и се увенчават с венци. По-важен смисъл имат декламациите на текстове от „Лявата Гинза“, които започват на третия ден след смъртта и продължават периодично до 45-ия ден. „Храненето“ на душата се гарантира от три вида поминални трапези след погребението в продължение на посочения период. Една от тях носи названието „блажена милостиня“ и цели да добави добри дела към извършените от душата на земята. По всяка вероятност тези хранителни ритуали са заимствани от зороастризма. Гробовете на вярващите мандеи не се украсяват с паметници, защото в тях почиват само временни и вече ненужни тела. В последно време погребалните обичаи на мандейската секта се променят под натиска на исляма, който е държавна религия в Ирак.

### Празници
Мандеите честват и четири фиксирани празника – Великия празник (Dihwa Raba), т.е. Нова година, който продължава два дни, Краткия празник (Dihwa Hnina) – един ден, Празника на Сътворението (Bronaia) – пет дни, и празника на Златното Кръщение на Адам (Dihwa id Dimana) – един ден.

### Мандейство и християнство
Както по-горе се отбеляза, отношението на мандейството към християнството е твърде отрицателно. В същото време главният мандейски символ е кръст, обвит с плат и забучен във венец, а свещеният ден за тях е неделя. Има теории, според които тяхната доктрина се е формирала през II-II в. сл. Хр. под християнско влияние. Бем и Бултман смятат, че мандейството обяснява някои основни понятия в Евангелието от св. Йоан. „Коронясването“ (ръкоположението) на духовници в мандейската традиция се придружава от измиване на нозете. Някои автори се опитват да докажат, че този обред бил повлиян от подобно действие в Евангелието от Йоан (13:6 – 10).